# سن لوئیس، انکاش
سن لوئیس (به اسپانیایی: San Luis) یک شهرک در پرو است که در استان کارلوس فرمین فیتزکارالد واقع شده‌است. سن لوئیس ۳٬۱۳۱ متر بالاتر از سطح دریا واقع شده‌است.